# A Verdade e as Formas Jurídicas
A Verdade e as Formas Jurídicas é uma obre escrita pelo filósofo francês Michel Foucault que trata da evolução da forma de estabelecer uma "verdade", isto é, determinar um resultado.
Ao longo da história, diferentes modos foram aceitos. Atualmente, o inquérito é método vigente em sociedades democráticas. Nesse texto, ele cita o surgimento da polícia inglesa em sua versão moderna:
"O roubo dos navios, a pilhagem dos armazéns e dos estoques, as depredações nas oficinas tornaram-se comuns no fim do século XVIII na Inglaterra. E justamente o grande problema do poder na Inglaterra nessa época, é o de instaurar mecanismos de controle que permitam a proteção dessa nova forma material da fortuna. Daí se compreende porque o criador da polícia na Inglaterra, Colquhoun, era alguém que a princípio foi comerciante, sendo depois encarregado por uma companhia de navegação de organizar um sistema para vigiar as mercadorias armazenadas nas docas de Londres. A polícia de Londres nasceu da necessidade de proteger as docas, entrepostos, armazéns, estoques." (FOUCAULT, 2002, p. 101).
Além da natureza privada dos policiamentos, o filósofo francês destaca a crueldade existente no sistema judiciário inglês:
"No século XVIII havia na Inglaterra 313 ou 315 condutas capazes de levar alguém à forca, ao cadafalso, 315 casos punidos com a morte. Isso tornava o código penal, a lei penal, o sistema penal inglês do século XVIII um dos mais selvagens e sangrentos que a história das civilizações conheceu. Essa situação foi profundamente modificada no começo do século XIX sem que as formas e instituições judiciárias inglesas se modificassem profundamente." (FOUCAULT, 2002, p. 80).
Os enforcamentos foram substituídos pelo encarceramento do criminoso, condenado a partir de um protocolo policial racionalizado: o inquérito. Segundo Foucault (2002, p. 77), "o “inquérito não é absolutamente um conteúdo, mas uma forma de saber”. Em "Vigiar e Punir", o autor descreveu melhor essa técnica:
"O processo de inquérito, velha técnica fiscal e administrativa, se desenvolveu principalmente com a reorganização da Igreja e o crescimento dos Estados principescos nos séculos XII e XIII. Foi então que ele penetrou com a amplitude que se sabe na jurisprudência dos tribunais eclesiásticos, depois nas cortes leigas. O inquérito como pesquisa autoritária de uma verdade contestada ou atestada se opunha assim aos antigos processos do juramento, da ordália, do duelo judiciário, do julgamento de Deus ou ainda da transação entre particulares. O inquérito era o poder soberano que se arrogava o direito de estabelecer a verdade por meio de um certo número de técnicas regulamentadas" (FOUCAULT, 2014, p. 217).
"Na França, como na maior parte dos países europeus - com a notável exceção da Inglaterra - todo o processo criminal, até a sentença, permanecia secreto; ou seja, opaco não só para o público, mas para o próprio acusado. O processo se desenrolava sem ele, ou pelo menos, sem que ele pudesse conhecer a acusação, as imputações, os depoimentos, as provas. (FOUCAULT, 2014, p. 38)".

Não havia, portanto, muita clareza no processo judicial. Vale destacar que um modo de determinar a "verdade" anteriormente era através de duelos: “não há juiz, sentença, verdade, inquérito nem testemunho para saber quem disse a verdade, mas quem tem razão, à luta, ao desafio, ao risco que cada um vai correr” (FOUCAULT, 2002, p. 53).  Além da prova, há a “lei das metades”:
"Um instrumento de poder, de exercício de poder que permite a alguém que detém um segredo, ou um poder quebrar em duas partes um objeto qualquer, de cerâmica etc., guardar uma das partes e confiar a outra parte a alguém que deve levar a mensagem ou atestar sua autenticidade. É pelo ajustamento dessas duas metades que se poderá reconhecer a autenticidade da mensagem, isto é, a continuidade do poder que se exerce." (FOUCAULT, 2002, p. 38).
Para Foucault (2002, p.40), a “peça de Édipo é uma maneira de deslocar a enunciação da verdade de um discurso de tipo profético e prescritivo a outro discurso, de ordem retrospectiva, não mais da ordem da profecia, mas do testemunho”.   

As mudanças na esfera policial incidiram em suas representações, conforme o autor relata em "Vigiar e Punir": “do Château d’Otrante a Baudelaire, há toda uma reescrita da estética do crime, que é também a apropriação da criminalidade sob formas aceitáveis” (FOCAULT, 2014, p. 83). 
"Passou-se da exposição dos fatos ou da confissão ao lento processo da descoberta; do momento do suplício à fase do inquérito: do confronto físico com o poder à luta intelectual entre o criminosos e o inquisidor. Não são simplesmente os folhetins que desaparecem ao nascer a literatura policial; é a glória do malfeitor rústico, e é a sombria heroicização pelo suplício. O homem do povo agora é simples demais para ser protagonista das verdades sutis." (FOUCAULT, 2014, p. 69).